# Harry Schuberth
Carl Knut Harry Schuberth, född 22 juni 1878 i Johannes församling, Stockholm, död 6 november 1904 i Saint Paul, Minnesota, USA, var en svensk-amerikansk tecknare.
Han var son till plåtslagerimästaren Oscar Edvard Schuberth och Nina Lychou. Schuberth hörde vid sekelskiftet 1900 till den konstnärskoloni som skapades kring Gustaf Ankarcrona i Leksand. På grund av de få möjligheterna att försörja sig som tecknare utvandrade han i början av 1900-talet till Amerika där han var verksam som tecknare. Schuberth är representerad vid Leksands konstgalleri med en blyertsteckning av Per Olsa.  